# Pálma
Pour les articles homonymes, voir Palma (homonymie).
Pálma est un prénom hongrois féminin.

## Équivalents
- Palmira, prénom italien d'origine latine.

## Personnalités portant ce prénom
- Pálma Gyimesi, (1922-2017) actrice hongroise.
- Pour l'ensemble des articles sur les personnes portant ce prénom, consulter :
  - la liste des articles dont le titre commence par ce prénom
  - les listes produites par Wikidata : Liste des personnes de prénom « Pálma » — même liste en incluant les éventuels prénoms composés qui contiennent « Pálma ».